# Vasodilatació
La vasodilatació és la capacitat dels vasos sanguinis (artèries i venes) a dilatar-se segons els estímuls químics, físics o nerviosos que puguin rebre. Això produeix una disminució de la pressió arterial quan incideix en la xarxa arterial. És important en la termoregulació de l'organisme animal, en afectar la circulació perifèrica, així com en la regulació del flux sanguini a les àrees on l'organisme necessiti eventualment més oxigenació cel·lular.
Els fàrmacs que produeixen vasodilatació s'anomenen vasodilatadors.